# Maggiora
Pour les articles homonymes, voir Maggiora (homonymie).
Maggiora est une commune italienne de la province de Novare, dans la région Piémont.

## Culture
Le Palio dei Rioni, qui se tient au mois de juin depuis plus de vingt-cinq ans, est un événement majeur de la tradition locale. L’événement voit la participation de plus de 200 participants en costumes d’époque du XVe siècle et des quatre districts du pays qui se font face pour relever des défis médiévaux tels que la compétition de tir à l’arc, le Palio ou la course de tonneaux qui détermine la victoire finale. Les soirées sont accompagnées par des spectacles musicaux.

### Communes limitrophes
Boca, Borgomanero, Cureggio, Gargallo, Valduggia.